# Josip Skoko
Josip Skoko (10 de diciembre de 1975) es un exfutbolista australiano de ascendencia croata, se desempeñaba como centrocampista y su último club fue el Melbourne Heart.

## Clubes
| Club                   | País       | Años        |
| ---------------------- | ---------- | ----------- |
| North Geelong Warriors | Australia  | 1994 - 1995 |
| Hajduk Split           | Croacia    | 1995 - 1999 |
| Racing Genk            | Bélgica    | 1999 - 2003 |
| Gençlerbirliği         | Turquía    | 2003 - 2005 |
| Wigan Athletic         | Inglaterra | 2005 - 2006 |
| Stoke City             | Inglaterra | 2006        |
| Wigan Athletic         | Inglaterra | 2006 - 2008 |
| Hajduk Split           | Croacia    | 2008 - 2010 |
| Melbourne Heart        | Australia  | 2010 - 2011 |

- Datos: Q221824
- Multimedia: Josip Skoko / Q221824